# خانه مارتا پیترز
خانه مارتا پیترز مربوط به دوره صفوی است و در اصفهان، خیابان حکیم نظامی واقع شده و این اثر در تاریخ ۲۹ شهریور ۱۳۵۳ با شمارهٔ ثبت ۹۹۰ به‌عنوان یکی از آثار ملی ایران به ثبت رسیده‌است.